# جامعة الحسين بن طلال
جامعة الحسين بن طلال (بالإنجليزية: Al-Hussein Bin Talal University) هي جامعة أُردنية حكومية، تم تأسيسها في أبريل 1999 في مدينة معان جنوب المملكة. وتعتبر أول جامعة للتعليم العالي تأسست في عهد الملك عبد الله الثاني بن الحسين، وعند تأسيسها كانت فرع من جامعة مؤتة في حرم مؤقت وسط مدينة معان، ثم نقلت للحرم الجامعي الدائم في سبتمبر 2004 على بعد 9 كم إلى الشمال الغربي من مدينة معان، وعلى بعد 211 كم عن عمان.

## النشأة
بدأت جامعة الحسين بن طلال مسيرتها، إثر صدور الإرادة الملكيـة بتأسيسها في 28 أبريل 1999. وهي مؤسسـة تعليم عالي أردنية رسميـة مستقلـة، تقوم فلسفتها على التميُّز من خلال الإسهام في التنميـة الوطنيـة بجوانبها العلميـة والاقتصاديـة والاجتماعيـة، وتحديداً رفد القطاعات التربويـة والاقتصاديـة في المنطقـة الجنوبيـة من المملكـة بحاجاتها من الكوادر المؤهلـة في مجالات متعددة والاستجابـة للبيئـة المحيطة بالجامعة من خلال طرح التخصصات والبرامج مثل بيئات التعدين والمعادن في معان، والآثار والسياحـة في البتراء، والبيئـة البحريـة في العقبة، بالإضافة إلى طرح تخصصات جديدة غير متوفرة في الجامعات الأردنيـة الأخـرى، وقد تم تغيير موقعها عام 2005 من وسط مدينة معان إلى منطقة أذرح التي تبعد عن عمان 214 كم حيث تم تطوير القاعات التدريسية وقد لاقت الجامعة إقبال شديد من طلاب خارج المحافظة بشكل لافت خلال الفترة الأخيرة وتم استحداث مباني جديدة داخل حرم الجامعة عام 2008، ويبلغ عدد الطلاب فيها حتى سنة 2010 (7100 طالب) ويبلغ نسبة عدد الطلاب للمدرسين 1:30 وتمنح شهادة البكالوريوس والماجستير وتحتوي على مكتبة الأمير الحسين بن عبدالله والتي تضم أغلب المراجع العالمية.

## الكليات

### كلية الآداب
تحتوي كلية الآداب على العديد من الأقسام والبرامج على مستوى البيكالوريس والماجستير، وهذه أقسام الكلية:
1. اللغة العربية وآدابها
2. الدراسات الإسلامية
3. اللغة الإنجليزية وآدابها
4. العلاقات الدولية والدراسات الاستراتيجية
5. علم المكتبات وتكنولوجيا المعلومات
6. التاريخ والجغرافيا

### كلية العلوم
تأسست كلية العلوم عام 2000 للميلاد، وكان ترتيبها الكلية الثالثة من حيث الإنشاء والأولى من الكليات العلمية. تحتوي الكلية على أربعة أقسام: الرياضيات، الفيزياء، الكيمياء والعلوم الحياتية. وتقدم الكلية برنامج البيكالوريس للسابق ذكرهم بالإضافة لبرنامج الماجستير في الرياضيات.

### كلية تكنولوجيا المعلومات
كلية تكنولوجيا المعلومات التي تتخصص في علوم الحاسوب ونظم المعلومات، وتحتوي على ثلاثة أقسام: علم الحاسوب، نظم المعلومات الحاسوبية وهندسة البرمجيات.

### كلية إدارة الأعمال والاقتصاد
تأسست كلية إدارة الأعمال والاقتصاد في العام الجامعي 2003/2004، تحتوي الكلية على الأقسام التالية: قسم إدارة الأعمال، قسم نظم المعلومات الإدارية، قسم الاقتصاد، قسم المحاسبة والعلوم المالية والمصرفية. تمنح الكلية درجة البكالوريوس لثمانية تخصصات هي: إدارة الأعمال، التسويق، الاقتصاد، نظم المعلومات الإدارية، إدارة المكاتب المعلومات، التأمين وإدارة المخاطر، المحاسبة، العلوم المالية والمصرفية.
وتمنح الكلية أيضا درجة الماجستير في إدارة الإعمال MBA ودرجة الماجستير في العلوم المالية والمصرفية.

### كلية الهندسة
تـأسست كليـة الهنـدسة عام 2003 تحت مسمى كلية هندسة التعدين والبيئة كأول كلية للهندسة في الأردن في هذا المجال. تضم الكليـة ثمانية أقسـام أكاديمية: هندسة التعدين والمعادن، هندسة البيئة، الهندسة الكيميائية، الهندسة المدنية، هندسة الحاسوب، هندسة الاتصالات، الهندسة الكهربائية، والهندسة الميكانيكية. تقدم هذه الأقسام عشر بـرامج دراسـية في مرحـلة البكالوريوس بالإضافة إلى ثلاثة برامج في مرحلة الماجستير هما ماجستير هندسة الحاسوب والشبكات التابع لقسم هندسة الحاسوب، ماجستير هندسة الطاقة المتجددة التابع لقسم الهندسة الميكانيكية، وماجستير هندسة الصحة والسلامة والبيئة التابع لقسم هندسة البيئة.

### كلية العلوم التربوية
تأسست كلية العلوم التربوية مع تأسيس الجامعة عام 1999، وتحتوي على ثلاثة أقسام: قسم متطلبات الجامعة، قسم المناهج والتدريس وقسم التربية الخاصة. بلغ عدد أعضاء هيئة التدريس في كلية العلوم التربوية (46) عضو هيئة تدريس يحملون درجتي الدكتوراه والماجستير، وبرتب أكاديمية مختلفة، منهم (11) أعضاء هيئة تدريس برتبة أستاذ، و(12) ممن يحملون رتبة أستاذ مشارك، و(18) عضو هيئة تدريس يحملون رتبة أستاذ مساعد، وواحد رتبة محاضر متفرغ.

### كلية الأميرة عائشة بنت الحسين للتمريض والعلوم الصحية
بدأ التدريس في تخصص التمريض عام 2008/2007، ثم افتتح قسمي التحاليل الطبية والتصوير الإشعاعي في العام الجامعي 2014/2013. بلغ إجمالي عدد طلبة الكلية (502) طالب وطالبة في جميع السنوات والمستويات والتخصصات. ووصل عدد خريجي الكلية في تخصص التمريض (256) طالب وطالبة.

### كلية البتراء للسياحة والآثار
تقع الكلية خارج الحرم الجامعي، حيث تقع على مقربة من مدخل مدينة البتراء مقابل مركز زوار مدينة البتراء الأثرية. تحتوي الكلية على قسمي الآثار وإدارة الفنادق.

### كلية القانون
تأسست كلية القانون في جامعة الحسين بن طلال عام 2017، وتحتوي الكلية على قسمي القانون العام والقانون الخاص.

## الوحدات
- وحدة القبول والتسجيل
- وحدة الشؤون المالية
- وحدة الخدمات والصيانة
- مكتبة الأمير الحسين بن عبد الله
- مدرسة الجامعة
- روضة الجامعة
- وحدة التخطيط والمعلومات والجودة

### مكتبة الأمير الحسين بن عبد الله
تأسست المكتبة تزامنا مع تأسيس الجامعة في عام 1999، وفي العام الدراسي (2004/2005) صدرت الإرادة الملكية السامية بالموافقة على تسميتها بمكتبة الأمير الحسين بن عبد الله. يتكون مبنى المكتبة من ثلاث طوابق بمساحة إجمالية 11000 متر مربع. تحتل المكتبة الطابق الأرضي، والذي يتألف من القاعات والمرافق التالية:
1. قاعة الكتب العربية مع 166 مقعدا للقراء.
2. قاعة الكتب الأجنبية مع 134 مقعد للقراء.
3. قاعة الدوريات العربية والأجنبية التي تتسع ل172 شخص.
4. القاعة السمعية والبصرية والتي تتسع ل40 شخص.
5. مكاتب الإعارة والكتالوجات الإلكترونية باللوبي.

أيضا تحتوي المكتبة على الأقسام التالية: قسم التزويد، قسم التصنيف والفهرسة، قسم الإعارة، قسم المراجع والدوريات، وإدارة التطبيقات وخدمات الكمبيوتر.

## المراكز والدوائر
- الدائرة القانونية
- دائرة الخدمات الطلابية
- دائرة العلاقات العامة
- وحدة الموارد البشرية
- دائرة الأمن الجامعي

## وصلات خارجية
- الموقع الرسمي لجامعة الحسين بن طلال